# Will Adams (escritor)
Will Adams (20 de março de 1963) é um escritor britânico. Criou a série de livros do arqueologista Daniel Knox.
Seus romances foram publicados em mais de 30 línguas. Ele hoje escreve em tempo integral e vive em Suffolk, Inglaterra.

## Obras

### Série do Daniel Knox
1. The Alexander Cipher, (2007) No Brasil: O Enigma de Alexandre (Record, 2012)[2] / Em Portugal: O Código de Alexandre (Oceanos, 2008).
2. The Exodus Quest, (2008) 	No Brasil: Êxodo (Record, 2014).
3. The Lost Labyrinth, (2009)
4. The Eden Legacy, (2010)

### Livros isolados
- Newton's Fire (2012)
- City of the Lost (2014)